# Caroline Adderson
Caroline Adderson (ur. 9 września 1963 w Edmonton) – kanadyjska pisarka, twórczyni literatury dla dzieci, młodzieży i dorosłych.
Ukończyła studia licencjackie na University of British Columbia. Otrzymała nagrody literackie: Marian Engel Award oraz dwukrotnie Ethel Wilson Fiction Prize (za książki Bad Imaginings i Sitting Practice).
Jest zamężna z reżyserem filmowym Bruce'em Sweeneyem. Para ma jednego syna.

## Dzieła

### Powieści
- A History of Forgetting (1999)
- Sitting Practice (2003)
- Very Serious Children (2007)
- I, Bruno (2007)
- Bruno for Real (2008)
- The Sky is Falling (2010)

### Opowiadania
- Bad Imaginings (1993)
- Pleased to Meet You (2006)

### Nowele
- Mr. Justice (2005)

### Ilustrowane książki dla dzieci
- Jasper John Dooley: Star of the Week (2012)
- Middle of Nowhere (2012)
- Jasper John Dooley: Left Behind  (2013)